# Arroyo Gardens-La Tina Ranch
Arroyo Gardens-La Tina Ranch és una concentració de població designada pel cens dels Estats Units a l'estat de Texas. Segons el cens del 2000 tenia 732 habitants.

## Demografia
Segons el cens del 2000, Arroyo Gardens-La Tina Ranch tenia 732 habitants, 205 habitatges, i 173 famílies. La densitat de població era de 17,4 habitants per km².
Dels 205 habitatges en un 41% hi vivien nens de menys de 18 anys, en un 65,4% hi vivien parelles casades, en un 13,2% dones solteres, i en un 15,6% no eren unitats familiars. En el 14,1% dels habitatges hi vivien persones soles el 5,9% de les quals corresponia a persones de 65 anys o més que vivien soles. El nombre mitjà de persones vivint en cada habitatge era de 3,57 i el nombre mitjà de persones que vivien en cada família era de 3,97.
Per edats la població es repartia de la següent manera: un 32,1% tenia menys de 18 anys, un 9,6% entre 18 i 24, un 25,5% entre 25 i 44, un 21,9% de 45 a 60 i un 10,9% 65 anys o més.
L'edat mediana era de 32 anys. Per cada 100 dones de 18 o més anys hi havia 88,3 homes.
Entorn del 27,2% de les famílies i el 38,5% de la població estaven per davall del llindar de pobresa.

## Poblacions més properes
El següent diagrama mostra les poblacions més properes.